# Cerro Stokes
El cerro, monte Stokes o Falso Stokes es una montaña de las estribaciones del este de la cordillera de los Andes en la Patagonia, ubicada en el borde oriental del campo de hielo Patagónico Sur, en el límite entre Argentina y Chile. Del lado argentino el cerro se halla en las cercanías del parque nacional Los Glaciares, en la provincia de Santa Cruz, que fue declarado Patrimonio de la Humanidad por la Unesco en 1981. Del lado chileno hace parte desde 1959 del parque nacional Torres del Paine de la región de Magallanes y Antártica Chilena, declarado reserva de la biosfera por la Unesco en 1978.
El cerro Stokes se halla en la cuenca del océano Pacífico a 10 km al noroeste de las Torres del Paine y está rodeado por el glaciar Dickson (al norte), el lago Dickson (al este), el lago Escondido y el cerro Ohnet (al sur), y el glaciar Grey (al oeste).

## Etimología
El cerro Stokes original fue nombrado por Robert Fitz Roy en 1834 en honor a su asistente cartográfico, el luego almirante y capitán del HMS Beagle, John Lort Stokes. El actual fue denominado así en el acuerdo de 1998 entre Argentina y Chile.
La ubicación del cerro avistado por Fitz Roy ha sido objeto de controversia, ya que diversos autores chilenos han considerado que esa montaña era el cerro Mayo (2380 m s. n. m., ubicado 57 km al norte), el cerro Cervantes (2380 m s. n. m., ubicado 27 km al norte) o el cerro Mitre (1469 m s. n. m.). El cerro Mayo fue nombrado por Francisco Pascasio Moreno en 1877.

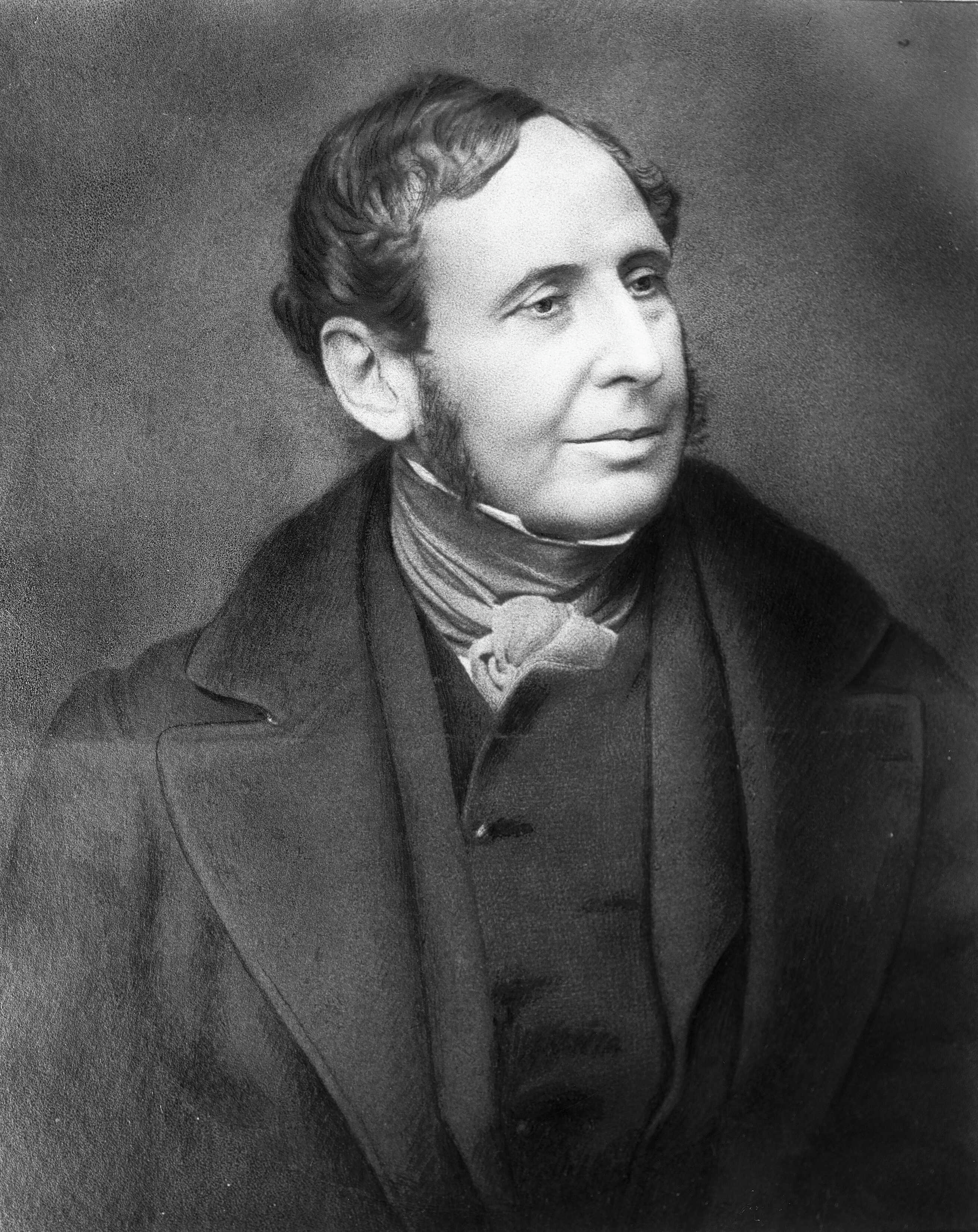
Robert Fitz Roy.

## Controversia limítrofe
El Tratado de 1881 entre Argentina y Chile dispuso:

Artículo 1º. El límite entre Chile y la República Argentina es, de Norte a Sur, hasta el paralelo cincuenta y dos de latitud, la Cordillera de los Andes. La línea fronteriza correrá en esa extensión por las cumbres más elevadas de dicha Cordillera que dividan las aguas y pasará por entre las vertientes que se desprenden a un lado y otro.

Como surgieron diferencias de interpretación entre los peritos demarcadores de ambos países, en abril de 1896 se firmó el Acuerdo para facilitar las operaciones de deslinde territorial, que designó al monarca británico para laudar en caso de desacuerdos. En el acta de 1 de octubre de 1898 firmada por los peritos Diego Barros Arana (Chile) y Francisco Moreno (Argentina) y por sus ayudantes Clemente Onelli (argentino) y Alejandro Bertrand (chileno), se dispuso que los peritos:

«concuerdan con los puntos y trechos señalados (...) 331 y 332 (...), resuelven aceptarlos como formando parte de la línea divisoria (...) entre la República Argentina y la República de Chile (...)»

En el mapa adjunto, el punto 331 es el monte Fitz Roy y el 332, el cerro Stokes, quedando acordado ambos como hitos fronterizos en un área completamente inexplorada y avistada desde lejos. Desde ese momento el cerro Stokes fue considerado un hito de la frontera entre ambos países. Autores chilenos han considerado que el Stokes señalado en el mapa adjunto corresponde al cerro Cervantes, y acusan a Moreno de la modificación en los mapas del que para ellos debe ser el Stokes descubierto por Fitz Roy, el cerro Mayo. Se basan en que desde la posición en la que suponen que Fitz Roy, junto con Charles Darwin, avistó el cerro desde el río Santa Cruz (no pudieron llegar hasta el lago Argentino), a más de 100 km, no sería posible verlo, y que el cerro avistado por los peritos demarcadores en 1898 sería el Cervantes. Fitz Roy hizo un dibujo del perfil montañoso del lugar.
Al no ponerse de acuerdo los peritos sobre distintos trechos de la frontera, se decidió en 1898 recurrir al artículo VI párrafo 2 del Tratado de Límites de 1881 y solicitar a la reina Victoria del Reino Unido una sentencia arbitral en la cuestión, quien designó tres jueces británicos. El 20 de mayo de 1902 dictó el rey Eduardo VII la sentencia que dividía los territorios de las cuatro secciones en disputa dentro de los límites definidos por las reclamaciones extremas en ambos lados y designaba un oficial británico para que demarcara cada sección en el verano de 1903. Ambos peritos coincidían en el límite sobre el campo de hielos, por lo que en el artículo III el laudo expresó:

«Desde el monte Fitz Roy al monte Stokes la línea de frontera ha sido ya determinada.»

En su artículo IV:

«Desde las inmediaciones del monte Stokes hasta el paralelo 52 de latitud sur, el límite seguirá primeramente la divisoria continental de las aguas (...)»

El 29 de agosto de 1990 los presidentes Carlos Saúl Menem y Patricio Aylwin suscribieron la Declaración de Santiago, en la cual se instruyó a la Comisión Mixta de Límites (COMIX, creada en 1941) para acelerar los trabajos de demarcación y emitir un informe sobre las cuestiones pendientes. El 10 y el 12 de febrero de 1990 la Comisión se reunió en Punta Arenas, logrando resolver 22 de las 24 áreas pendientes de demarcación. Uno de los dos sectores que quedó sin resolver fue el correspondiente a la línea entre los cerros Fitz Roy y Stokes, entre los cuales cada país trazó una línea limítrofe diferente. En Chile se sostuvo que el Stokes del acta de peritos de 1898 era en realidad el cerro Cervantes, mientras que en Argentina se negó esa posibilidad. La frontera postulada por Chile pasaba por el Cervantes, cordón Piedrabuena y de allí al cerro Daudet, dejando al Stokes en territorio chileno y denominándolo Falso Stokes. Argentina sostuvo que la demarcación debía hacerse por las más altas cumbres que dividan aguas, de acuerdo a lo acordado en 1881 y con las técnicas más modernas disponibles para determinarlo, por lo que defendía que la frontera pasaba por el cordón Pietrobelli, un cerro del cordón Piedrabuena, y cerros Cubo y Stokes. 
El 2 de agosto de 1991 los presidentes Menem y Aylwin firmaron un acuerdo para trazar una línea poligonal para dividir equitativamente el territorio en disputa desde el Fitz Roy a los cerros Stokes y Daudet mediante rectas, dejando de lado lo acordado en 1881 y 1893, y desafectando Chile su opinión respecto al Stokes. La poligonal no fue aceptada por los Congresos de los dos países. 
El 16 de diciembre de 1998 se firmó el Acuerdo para precisar el recorrido del límite desde el Monte Fitz Roy hasta el Cerro Daudet de 1998 dejándose de lado la poligonal propuesta. El acuerdo mantuvo lo firmado en el Tratado de 1881, altas cumbres que dividen aguas y se respetó la divisoria continental de aguas, excepto en algunos sectores en donde se trazaron rectas. Dejó los alrededores del Stokes en territorio chileno estableciendo un corredor de acceso al cerro (cuña) para la Argentina de unos 800 m de ancho, desde el glaciar Dickson. El cerro Cervantes quedó en territorio argentino, a 6,5 km de los cerros Gardener y Cacique Casimiro, que quedaron como hitos de la frontera.

Sección A: «desde el cerro Murallón hasta el cerro Daudet. La línea del límite queda determinada de la siguiente manera: (...) Luego por una recta alcanza el punto O y por otra recta llega al cerro Teniente Feilberg, sigue por la divisoria de aguas hasta el punto P, desde donde mediante segmentos de recta alcanza el punto Q, el Cerro Stokes, los puntos R, S, T y el Cerro Daudet, donde termina su recorrido.»